# Johann Joachim Wachsmann
Johann Joachim Wachsmann (Uthmöden, 1 de febrer de 1787 - Barby, 25 de juny de 1853) fou un director de cors i compositor alemany.
Deixeble de Karl Friedrich Zelter (1758-1832) a Berlín, fou director del cor de la catedral, professor de música del Seminari i director de societats corals a Magdeburg.
A més de les col·leccions de cants escolars Gesangfibel für Elementarklassen (1822), Gesangfibel in Ziffern (1827) i Vierstimmige Schulgesange (1840), publicà: Elementarschule für Pianoforte; Altargesange i Choralmelodien zum Magdeburgischen Gesangbuch.